# 柳泉镇 (徐州市)
柳泉镇，是中华人民共和国江苏省徐州市铜山区下辖的一个乡镇级行政单位。

## 行政区划
柳泉镇下辖以下地区：
高皇社区、柳泉村、涝泉村、前亭村、前郁村、八丁村、西堡村、官路村、北村、大冯村、铙山村、套里村、西马村、东蔡村、西象村、王林村、前象村和辛家村。